# Административное деление Демократической Кампучии
| Камбоджа Соседние государства | Границы зон Границы государств |

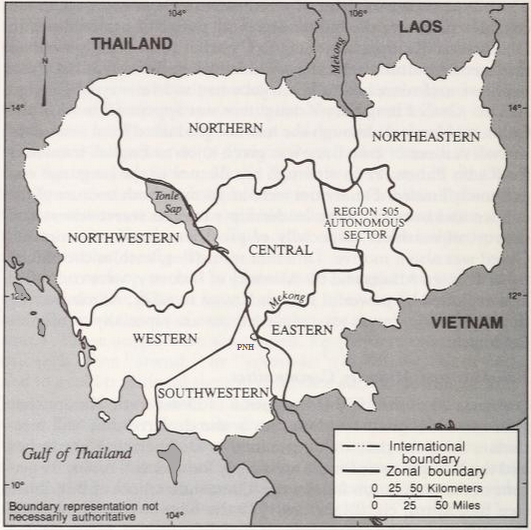
Административное деление Камбоджи (Демократической Кампучии) по состоянию на 1977 год. Библиотека Конгресса (1990).
----
Условные обозначения:

В соответствии с Конституций 1976 года Камбоджа (Демократическая Кампучия) являлась унитарным государством.

## История
Новая форма административно-территориального устройства Камбоджи (Кампучии) была установлена Красными Кхмерами ещё в годы гражданской войны. Военно-политическую обстановку, сложившуюся на подконтрольных коммунистам районах, партийный центр оценивал как вполне благоприятную для проведения различного рода экономических, политических и административных преобразований. Так в середине 1973 года Красными Кхмерами была введена новая структура административного деления, ранее не имевшая аналогов в камбоджийской истории. Привычные всем и исторически сложившиеся провинции постепенно ликвидировались, вместо них появились несколько укрупненных административных зон.
Также особенностью новой административной системы стало введение на подконтрольных коммунистам районах традиционного для феодальной Камбоджи механизма чиновничьих привилегий, когда административный аппарат конкретного округа обеспечивал себя путем экспроприации сельхозпродукции в подведомственном районе (как правило риса). В 1970—1972 гг. аппарат получал ещё и денежное содержание121, после отмены денег его заменили натуральной формой.

## Структура
| 1 | Зона      | phoumipheak[уточнить] | ភូមិភាគ  |
| 2 | Район     | Дамбан                | តំបន់   |
| 3 | Округ     | Срок                  | ស្រុក   |
| 4 | Поселение | Кхум                  | ឃុំ     |
| 5 | Коммуна   | Пхум                  | សហករណ៍ |

### Руководство

Знамя Коммунистической партии Кампучии

Во главе каждой административно-территориальной единицы, начиная от поселения (кхума), находился местный партийный комитет. Как правило он состоял из председателя (кхмер. ប្រធានសហករណ៍), заместителя председателя и непосредственно членов комитета, ответственных за экономику, социальную политику, народную культуру и оборону. Все члены комитета на уровне не ниже районного были обязаны состоять в Коммунистической партии Кампучии.
Первое время в состав окружных комитетов допускались лица, не состоявшие в компартии, однако зарекомендовавшие своим «активным участием в народно-освободительной борьбе против американских империалистов». По воспоминаниям очевидцев, чем ниже был уровень комитета, тем меньше, был контроль над ним со стороны партийного центра, и тем большей разнородностью он отличался118.
Секретари Северно-Западной и Восточной зон — Со Пхим и Рос Нхим, — по совместительству являлись заместителями Председателя Государственного Президиума, которым с 1976 года был Кхиеу Сампхан («Брат номер пять»), и которого за рубежом часто называли номинальным главой Демократической Кампучии.

## Зоны
По состоянию на 1976 год Демократическая Кампучия состояла из шести географических зон.
| Зона                                    | Зона             | Секретарь                                                     | Прежде                                                     |
| Название                                | Код. обозначение | Секретарь                                                     | Прежде                                                     |
| --------------------------------------- | ---------------- | ------------------------------------------------------------- | ---------------------------------------------------------- |
| Восточная зона (кхмер. ភូមិភាគបូព៌ា)          | Зона 203         | Со Пхим (1975—1978 года)                                      | Свайриенг, Прейвэнг, Кампонгтям и Кратьэх                  |
| Юго-западная зона (кхмер. ភូមិភាគនិរតី)      | Зона 405         | Та Мок                                                        | Кохконг, Кампот, Такео, Кандаль, Кампонгспы и Кампонгчнанг |
| Северная зона (кхмер. ភូមិភាគឧត្តរ)         | Зона 303         | Кой Тхуон (1975—1976) Ке Пак (1976—1977) Канг Чап (1977—1978) |                                                            |
| Северо-западная зона (кхмер. ភូមិភាគពាយ័ព្យ)  | Зона 560         | Нхим Рос (до 1978 года)                                       | Кампонгтхом, Сиемреап, Оддармеантьей и Бантейчхмар         |
| Западная зона (кхмер. ភូមិភាគបស្ចិម)         | Зона 401         | Чу Чет (?—15 марта 1978)                                      |                                                            |
| Северо-восточная зона (кхмер. ភូមិភាគឥសាន្ត) | Зона 108         | Ней Саранн (?—20 сентября 1976)                               | Мондолькири, Ратанакири, Стынгтраенг и Прэахвихеа          |
| Центральная зона                        | ?[уточнить]      | Ке Пак                                                        |                                                            |